# Mathlete’s Feat
«Mathlete’s Feat» (с англ. — «Подвиг зубрил») — двадцать второй, заключительный эпизод двадцать шестого сезона американского мультсериала «Симпсоны». Сценарий к эпизоду написал Майкл Прайс, а к сцене на диване Дэн Хармон и Джастин Ройланд. Режиссёром выступил Майкл Полчино.
Премьера эпизода состоялась 17 мая 2015 года на телеканале Fox. Эпизод посмотрели около 2,8 миллиона зрителей во время выхода в эфир.

## Сюжет
Математические команды из начальных школ Спрингфилд и Веверли-Хиллз соревнуются друг с другом в мероприятии, организованном Бенджамином, Дугом и Гэри. Лиза хвастается, что Спрингфилдская начальная школа удивит всех на встрече; её прогноз сбывается, когда команда вообще не набирает очков. Она сожалеет о том, что начальная школа Веверли-Хиллз может позволить себе новейшие образовательные технологии, в то время как её школа использует устаревшие инструменты из-за неадекватного бюджета.
Три спонсора делают большое пожертвование в Спрингфилдскую начальную школу, побуждая директора Скиннера установить модернизированное оборудование во всех классах и уничтожить старые учебники. Однако электрические сбои в компьютерных серверах приводят к перегрузке и выходу из строя всех новых устройств, в результате чего учителям нечего использовать для ведения своих занятий. Пока мисс Гувер пытается показать своим ученикам обучающий видеоролик на своём мобильном телефоне, Лиза замечает, что садовник Вилли использует верёвку с узлами для измерения размеров поля. Это зрелище вдохновляет её превратить Спрингфилдскую начальную школу в Вальдорфскую с упором на творческую игру и практические занятия.
Детям нравится новая система, а Вилли назначают тренером математической команды. Поняв, что ему сильно недоплачивают за его работу, он начинает преследовать суперинтенданта Чалмерса по школе. Барт бросает яйцо и бьёт Чалмерса по голове, заставляя его врезаться в дерево; Вилли настолько впечатлён точностью броска, что называет Барта капитаном математической команды. Во время матча-реванша против начальной школы Веверли-Хиллз, Барт был шокирован, обнаружив, что от него ожидают настоящие математические расчёты. При счёте 29-29, он тем не менее набирает победное очко Спрингфилдской начальной школе, используя прядь волос на голове Гомера, чтобы решить последнюю задачу. Лиза в восторге от победы, но также в ужасе, когда Вилли объясняет, что его измерительная верёвка изначально была создана как средство для пыток и убийства воров овец.

## Производство
26 сентября 2014 года во время конференции в Лондонском музее науки Эл Джин сказал, что будет эпизод со следующим сюжетом: «В нём будет Лиза в математической команде и будут представлены самые сложные математические анекдоты, которые мы [команда Симпсонов] только можем придумать». Сцена на диване в этом эпизоде представляет собой кроссовер с мультсериалом «Рик и Морти». Дэн Хармон написал первый набросок сцены, а Джастин Ройланд переписал его.

## Отзывы
Деннис Перкинс из The A.V. Club дал эпизоду оценку D, заявив, что «в качестве заключительного акта „Mathlete’s Feat“ последний эпизод 26-го сезона Симпсонов стал коммерческим. Я был искренне зол на то, насколько бессвязным, ленивым и совершенно паршивым был финал этого сезона». Джесси Шедин из IGN оценил эпизод на 7,3 из 10, в конечном итоге заявив, что эпизод не сфокусирован, но всё ещё забавен.